# Вис (приток Иоссера)
Вис (устар. Выск) — река в России, течёт по территории Княжпогостского района Республики Коми. Вытекает из озера Синдорского на высоте 129 м над уровнем моря. Устье реки находится в 42 км по левому берегу реки Иоссер на высоте 120 м над уровнем моря. Длина реки составляет 46 км.
В 41 км от устья, по левому берегу Виса в него впадает река Симва.

## Данные водного реестра
По данным государственного водного реестра России относится к Двинско-Печорскому бассейновому округу, водохозяйственный участок реки — Вычегда от города Сыктывкар и до устья, речной подбассейн реки — Вычегда. Речной бассейн реки — Северная Двина.
Код объекта в государственном водном реестре — 03020200212103000021937.